# Mount Fletcher
Mount Fletcher este un oraș din provincia Oos-Kaap, Africa de Sud.